# Île Gombrani
Aussi appelée Gombrani Island en anglais, l'île Gombrani est une petite île au sud de Rodrigues. Elle se trouve à l'intérieur du lagon de cette grande île de l'océan Indien dépendante de la république de Maurice.